# Quorum (Politik)
Unter Quorum (lateinisch für deren, Genitiv Plural zu lateinisch qui, quod, der, das, Plural, deutsch Quoren, bisweilen wird auch von Mindestbeteiligung gesprochen) versteht man die Anzahl Stimmen, die erreicht sein muss, damit eine Personenwahl oder Sachabstimmung Gültigkeit erlangt. Quoren finden sowohl in der repräsentativen Demokratie (bei Wahlen) als auch in der direkten Demokratie (bei Plebisziten) Anwendung.
Der Ausdruck „Quorum“ wird meist im Zusammenhang mit Abstimmungen genutzt, während bei Wahlen oftmals von einer „Mindestwahlbeteiligung“ gesprochen wird. Ein Quorum soll gewährleisten, dass sich bei einer geringen Beteiligung an einer Wahl oder Abstimmung keine unrepräsentativen Mehrheiten bilden. Wird das notwendige Quorum nicht erreicht, gilt der entsprechende Stimmgang als „unbeantwortet“. Bei einer Wahl bedeutet dies in aller Regel, dass sie wiederholt werden muss. Bei einer Abstimmung führt das Verfehlen des Quorums faktisch zur Ablehnung der Vorlage, weshalb mitunter auch von einem unechten Scheitern gesprochen wird.

## Typologie
Allen Quorenregelungen ist gemein, dass sie von einer als 100 % geltenden Bezugsgröße ausgehen und auf dieser basierend eine zu überspringende Hürde definieren. Als Bezugsgröße kann beispielsweise die Zahl der Stimmberechtigten, der Abstimmenden, der abgegebenen gültigen Stimmen oder die Summe der „Ja“- und „Nein“-Stimmen gelten. Die Hürde (das Quorum) muss eine absolute oder relative Menge (eine feste Zahl oder einen Prozentsatz), die kleiner ist als die Gesamtmenge der Bezugsgröße, definieren.
In der Politikwissenschaft wird zwischen mehreren verschiedenen Arten von Quoren unterschieden.

### Beteiligungsquorum
Das „Beteiligungsquorum“, auch als „Präsenzquorum“, „Präsensquorum“ oder „Abstimmungsquorum“ bezeichnet, setzt eine Mindestbeteiligung von Stimmberechtigten an einer Wahl oder Abstimmung voraus. Dabei kann sich das Quorum entweder auf die Beteiligung einer absoluten Zahl von Stimmberechtigten beziehen (z. B. dass sich 1.000.000 Stimmberechtigte an einer Abstimmung beteiligen) oder auf einen bestimmten Prozentsatz der Gesamtanzahl von Stimmberechtigten (z. B. dass sich 50 % der Stimmberechtigten an einer Abstimmung beteiligen).
Beteiligungsquoren finden sich in den Geschäftsordnungen aller deutschen Parlamente (Bundestag und Länderparlamente) wie auch in den Satzungen vieler Vereine. In den Parlamenten ist oftmals ein Quorum von 50 % vorgesehen, in vielen Vereinssatzungen ein Quorum von 10 %. Wird das Quorum nicht erreicht, gilt das abstimmende Gremium als nicht beschlussfähig. Diese Regelung soll gewährleisten, dass eine kleine Minderheit von Stimmberechtigten nicht in Abwesenheit der Mehrheit Beschlüsse fassen kann.
Bei Volksentscheiden auf Landesebene ist nur noch in Nordrhein-Westfalen ein Beteiligungsquorum von 50 % bei Verfassungsänderungen, und in Rheinland-Pfalz von 25 % bei einfachen Gesetzen vorgesehen. Auf kommunaler Ebene gibt es in Deutschland keine Beteiligungsquoren mehr. Als letztes Bundesland ersetzte Berlin Anfang 2010 das bis dahin gültige Beteiligungsquorum von 15 % durch ein 10%-Zustimmungsquorum. Eine Mindestwahlbeteiligung (sprich: Beteiligungsquorum) gibt es in Deutschland weder für Wahlen zum Deutschen Bundestag noch zu den Länderparlamenten. Die Venedig-Kommission des Europarats empfiehlt im Code of Good Practice on Referendums, bei Referenden keine Beteiligungsquoren vorzusehen.
Auch wenn sich Beteiligungsquoren in Deutschland bei Wahlen außerhalb von Parlamenten nur sehr selten finden, kamen sie doch punktuell zur Anwendung bzw. wurden diskutiert. So wurde 2004 in Hessen vom damaligen Bildungsminister Udo Corts die volle Höhe der finanziellen Förderung der hessischen ASten an die Erreichung eines Beteiligungsquorums von 25 % bei den Wahlen zum Studierendenparlament gebunden. Bei vielen studentischen Interessenvertretern wurde diese Änderung seinerzeit als Versuch gewertet, den Widerstand gegen Studiengebühren durch eine finanzielle Austrocknung zu unterbinden.
Die FDP sprach sich in ihrem Programm für die Bundestagswahl 2009 für die Einführung eines als „Wahlquorum“ bezeichneten 50%-Beteiligungsquorums bei der Bildung von Betriebsräten aus. Nur also, wenn die Hälfte aller Beschäftigten eines Unternehmens sich an der entsprechenden Wahl beteilige, solle überhaupt ein Betriebsrat eingerichtet werden. Die FDP wolle den Mittelstand damit von den „Kosten der Mitbestimmung“ entlasten. Von Seiten der Gewerkschaften wurde der Vorschlag als Versuch der Aushebelung von Arbeitnehmerrechten kritisiert (siehe auch folgend unter Kritik).

### Zustimmungsquorum
Das „Zustimmungsquorum“, vereinzelt auch als „Konsensquorum“ bezeichnet, fordert die Zustimmung eines bestimmten Prozentsatzes von Stimmen. Je nach Formulierung des Zustimmungsquorums dient als Bezug (100 %) die Anzahl der Stimmberechtigten oder der Anwesenden. Bei einem Volksentscheid mit einem Zustimmungsquorum von 25 % der Stimmberechtigten bedeutet dies, dass ein Viertel der Stimmberechtigten beim Volksentscheid der Vorlage zustimmen muss, sonst gilt diese als nicht angenommen. Unabhängig davon müssen, um die Vorlage anzunehmen, selbstverständlich mehr „Ja“-Stimmen als „Nein“-Stimmen abgegeben werden. Das Quorum ist immer eine zusätzliche Hürde, kein Ersatz für eine Mehrheit.
Im Deutschen Bundestag gibt es für Verfassungsänderungen ein Zustimmungsquorum von zwei Dritteln der Abgeordneten; dieses wird auch als „Zweidrittelmehrheit“ oder „verfassungsändernde Mehrheit“ bezeichnet.
Bei Volksentscheiden sehen elf Bundesländer regulär ein Zustimmungsquorum für einfache Gesetze vor, wobei die Höhe zwischen 15 % (NRW) und 33,3 % (Baden-Württemberg, Mecklenburg-Vorpommern) schwankt. Bei Verfassungsänderungen ist sehr häufig ein Zustimmungsquorum von 50 % vorgesehen. Auf kommunaler Ebene, also bei Bürgerentscheiden, sehen die Gemeindeordnungen von 14 Bundesländern Zustimmungsquoren zwischen 10 % (Bayern und Thüringen) und 30 % (Bremerhaven, Rheinland-Pfalz, Saarland) vor. Die Venedig-Kommission des Europarats empfiehlt im Code of Good Practice on Referendums, bei Referenden keine Zustimmungsquoren vorzusehen.

### Ablehnungsquorum
Das „Ablehnungsquorum“ ist die spiegelbildliche Regelung zum „Zustimmungsquorum“. Das bedeutet, dass die Ablehnung einer Vorlage nur erfolgt, wenn die Gegner der Vorlage nicht nur die Mehrheit der abgegebenen Stimmen, sondern auch einen gewissen Prozentsatz der Gesamtstimmen auf sich vereinigen können. Als Bezugsgröße (100 %) kann hier, genau wie beim Zustimmungsquorum, die Anzahl der Stimmberechtigten oder der Anwesenden gelten. Aufgrund des in Deutschland vorherrschenden Demokratieverständnisses, dass nämlich stets die Änderung und nicht die Beibehaltung des Status quo einer Begründung (sprich: einer Unterstützung durch die Mehrheit aller Stimmberechtigten) bedarf, findet ein ausgesprochenes „Ablehnungsquorum“ in Deutschland praktisch nirgends Anwendung.

### Anti-proportionales Quorum
Ein „anti-proportionales Quorum“, oder auch „variables Quorum“, geht nicht von festgelegten Quorenhöhen aus, sondern orientiert sich am Grad der Beteiligung an einer Wahl oder Abstimmung. Je höher der Beteiligungsgrad ausfällt, umso geringer ist das zu überspringende Quorum. Das Modell ist vom Politologen Thorsten Hüller entwickelt worden und soll die angestrebte Schutzwirkung eines Quorums erhalten, ohne die teils gravierenden Nachteile der bestehenden Verfahren aufzuweisen. Da der Grad der Beteiligung die Grundlage bildet, kann eine solche variable Festsetzung der Quorenhöhe nur bei einem Zustimmungs- bzw. Ablehnungsquorum erfolgen. Entsprechend können als Bezugsgrößen (100 %) die Anzahl der Stimmberechtigten oder der Anwesenden gelten.
Ein „variables Quorum“ in der von Thorsten Hüller entwickelten Form ist augenblicklich bei keiner öffentlichen Wahl oder Abstimmung in Deutschland vorgesehen. Allerdings gibt es in Bayern und Thüringen für Bürgerentscheide ein nach der Einwohnerzahl der Kommune abgestuftes Zustimmungsquorum von 10 bis 20 %. Diese Regelung soll der Tatsache Rechnung tragen, dass es mit ansteigender Größe einer Kommune schwieriger wird, die Bevölkerung zu einem Bürgerentscheid zu mobilisieren. Aus diesem Grund gilt, nach Einwohnerzahl abgestuft, für größere Städte ein geringeres Quorum.

## Weitere Quoren
- Mit der Reform des Petitionsrechts zum 1. September 2005 und der Einführung von öffentlichen Online-Petitionen beim Deutschen Bundestag wurde ein Petitions-Quorum eingeführt.[9][10] Wenn eine Petition in vier Wochen 50.000 Mitzeichner findet, muss diese öffentlich behandelt werden (es sei denn eine Zweidrittelmehrheit des Petitionsausschusses spricht sich dagegen aus).[11] Für parlamentarische Bürgerinitiativen beim österreichischen Nationalrat ist ein Petitionsquorum von 500 Unterschriften für eine Behandlung im Petitionsausschuss vorgesehen.[12] Im Unterschied zu den Quoren für Wahlen und Abstimmungen bezieht sich das Petitionsquorum also nicht auf die Annahme, Ablehnung bzw. Nichtbehandlung einer Vorlage, sondern lediglich auf den weiteren Gang des Verfahrens.

- Für Bürgerbegehren und Volksbegehren gilt ein Unterschriftsquorum. So muss eine absolute oder relative Zahl von Unterschriften Wahlberechtigter gesammelt werden, damit durch ein Begehren ein Bürger- oder Volksentscheid herbeigeführt werden kann. Dies soll gewährleisten, dass Fragen die der gesamten Wahlbevölkerung zur Entscheidung vorgelegt werden, von allgemein gesellschaftlicher Relevanz sind. Auch wenn die Höhe des Unterschriftsquorums oftmals zentraler Streitpunkt in den politischen Debatten um die konkrete Ausgestaltung der direkten Demokratie ist, wird seine grundsätzliche Notwendigkeit von keiner Seite angezweifelt. Die Höhe der Unterschriftsquoren variiert in Deutschland, je nach Bundesland und politischer Ebene, bei Bürgerbegehren zwischen 2 % und 15 % (siehe Überblick) bzw. bei Volksbegehren zwischen ca. 4 % und 20 %.

- Eine besondere Art von Quorum ist das Frauenquorum, welches insbesondere bei parteiinternen Wahlen in der CDU Deutschlands Anwendung findet. Bei den Grünen wurde bereits 1979 eine Frauenquote beschlossen: Mindestens die Hälfte aller Ämter sollen weiblich besetzt sein. Die SPD beschloss 1988 eine 40%-Frauenquote für Ämter und Mandate.

## Kritik
An der Frage der Befürwortung oder Ablehnung von Quoren bei Wahlen und Abstimmungen entzündet sich in Deutschland eine vielstimmige Debatte. Etwas vereinfachend bilden unterschiedliche Auffassungen vom Begriff der „demokratischen Mehrheit“ die Grundlage hierzu. Im Kern steht die Frage, ob eine demokratische Legitimation eines Wahl- oder Abstimmungsergebnisses nur durch die Mehrheit der Stimmberechtigten oder bereits durch die Mehrheit der Abstimmenden gegeben ist.
Die Befürworter von Quoren beziehen sich dabei auf die Mehrheit der Stimmberechtigten und heben entsprechend die wichtige Funktion von Quoren zur Vermeidung von unrepräsentativen Mehrheiten hervor. So könne es bei geringer Wahlbeteiligung dazu kommen, dass es bei der massiven Mobilisierung einer Teilöffentlichkeit durch gut organisierte Gruppen, oder auch nur durch puren Zufall, zu einer Verzerrung komme. Das Ergebnis repräsentiere unter diesen Bedingungen möglicherweise nicht den angenommenen Gesamtwillen der Öffentlichkeit, sondern eben nur einzelne „Spezialinteressen“.
Die Gegner von Quoren gehen davon aus, dass eine Wahl oder Abstimmung ausreichend durch die Mehrheit der Abstimmenden legitimiert ist. Man könne nicht von einem bloß vermuteten Willen der Gesamtheit ausgehen, sondern müsse sich auf den tatsächlich geäußerten Willen der Abstimmenden beziehen. Der Abstimmungsberechtigte, der darauf verzichte, seinen Willen in der Wahl oder Abstimmung zu äußern, erteile den aktiv am demokratischen Prozess teilnehmenden Stimmberechtigten ein implizites Mandat zu entscheiden.

### Allgemeine Kritik
Über diesen grundlegenden Widerspruch in Sachen Mehrheitsbegriff werden Quoren allerdings auch immer wieder aus einer weiteren Vielzahl von Gründen kritisiert. Ganz allgemein wird häufiger die Vermutung geäußert, dass Quoren, die in ihren Auswirkungen im Wesentlichen für die Direkte Demokratie bedeutsam sind, gezielt zu deren Unwirksamkeit beitragen sollen. So ist das Scheitern von Volksentscheiden an Quoren eine durchaus häufige Erscheinung, während sie in der Arbeit von Parlamenten kaum eine Rolle spielen, da hier die Mehrheitsverhältnisse bereits im Vorfeld einer Abstimmung meist eindeutig sind. Zusätzlich verhinderten Quoren gesamtgesellschaftliche politische Lernprozesse, da durch sie viele Abstimmungen quasi einen Simulationscharakter bekämen. Das für das Funktionieren einer Demokratie notwendige Bewusstsein, dass Abstimmungsergebnisse reale Konsequenzen für eine Gesellschaft haben, werde durch Quoren untergraben und ein unseriöser Umgang mit demokratischen Prozessen befördert.
Verfechter der Quoren behaupten, dass sie gut organisierte Minderheiten daran hindern, sich gegen Mehrheiten durchzusetzen und sie gleichsam mit einem neuen Gesetz zu überrumpeln oder gar zu entrechten. Kritiker halten das für unrealistisch, denn bei diesem Argument wird davon ausgegangen, dass der Mehrheit ein Volksentscheid verborgen bleibt oder sie es nicht in ausreichender Anzahl für notwendig erachtet, daran teilzunehmen. Auch gäbe es keinen Grund, die Repräsentativität der Entscheidung zu bezweifeln, weil das Quorum nicht erreicht wurde.
Folgt man dem demokratischen Mehrheitsprinzip, können Quoren das Abstimmungsergebnis verzerren und sogar ins Gegenteil umkehren, indem logisch betrachtet Enthaltungen als Gegenstimmen gewertet werden. Durch Quoren wird unterstellt, dass Bürger, die sich enthalten haben, in der Abstimmung mit Nein gestimmt hätten, wenn sie teilgenommen hätten. Dies wird vor allem als Bevormundung der Bürger kritisiert, denen man ein Abstimmungsverhalten unterstelle, das nicht den Tatsachen entspräche. Wer sich enthalte, verhalte sich neutral und überlasse die Entscheidung den Bürgern, die sich an der Abstimmung beteiligen. Dessen Stimme sei daher nicht den Nein- oder Ja-Stimmen zuzuschlagen. Es handele sich also darüber hinaus um einen Verstoß gegen die Gesetze der Logik, nach denen die drei Antwortmöglichkeiten auf eine Frage (positiv, negativ, neutral, bzw. Ja, Nein, Enthaltung) strikt getrennt werden müssen.
Zudem wird kritisiert, dass die für das Erreichen des Quorums notwendige Anzahl von Stimmen oft höher sei als die Anzahl der Stimmen, die nach Wahlen hinter einer Regierung und der Koalition im Parlament oder auf Kommunalebene hinter dem Bürgermeister und der Mehrheit im Gemeinderat stünden. Dadurch würden für direktdemokratische Entscheidungen wie Volks- oder Bürgerentscheide höhere Hürden gelten als für eine Abstimmung der Volksvertreter; das demokratische Prinzip der Volkssouveränität würde ad absurdum geführt, die Demokratie wäre ohne wirkliche Herrschaft des demos und somit inhaltsleer.
Beim sogenannten „unechten Scheitern“ einer Abstimmung würde außerdem gegen das demokratische Prinzip der Gleichheit der Stimme bzw. Gleichheitsprinzip verstoßen, das in Deutschland laut Grundgesetz nur für Wahlen, aber nicht für Abstimmungen gilt. Von „unechtem Scheitern“ spricht man, wenn zwar die Mehrheit der Abstimmenden mit Ja stimmt, aber das Quorum nicht erreicht wird. Ein Beispiel: Wenn in einer Volksabstimmung 80 % für die Vorlage stimmen und nur 20 % dagegen, das erforderliche Quorum aber nicht erreicht wurde, so kann dies so empfunden werden, als würde die Minderheit zur Mehrheit aufgewertet und die Mehrheit zur Minderheit abgewertet. Rechnerisch würde das bedeuten, dass die Stimmen der Mehrheit ungefähr um den Faktor 0,6 abgewertet würden, während die Stimmen der Minderheit um mehr als das 2,5fache überbewertet würden. Diese Ungleichwertung wäre umso höher, je höher die Differenz zwischen Mehr- und Minderheit ist. Beispielsweise wäre der Volksentscheid in Berlin über die Offenlegung der Teilprivatisierungsverträge bei den Berliner Wasserbetrieben beinahe am Zustimmungsquorum von 25 % gescheitert. Dies hätte bedeutet, dass eine sehr große Mehrheit von 98,2 % der abgegebenen Stimmen gegen eine kleine Minderheit von 1,7 % der abgegebenen Stimmen (Rest ungültig) infolge der Nichtteilnahme von fast 75 % der Stimmberechtigten verloren hätte. Der Volksentscheid über die Rekommunalisierung der Berliner Energieversorgung scheiterte tatsächlich trotz großer Mehrheit von 83 % nur knapp am Quorum, wodurch die Mehrheit zur Minderheit umgedeutet worden sei.
Wegen dieser Ungleichwertung der Stimmen im Falle eines unechten Scheiterns und weil Quoren immer nur für die eine Seite in einer Abstimmung gelten, werden sie zudem als Diskriminierung betrachtet.

### Spezifische Kritik an bestimmten Quoren
Neben der grundsätzlichen Kritik an Quoren werden auch spezifische Ausprägungen immer wieder kritisiert. Insbesondere Beteiligungsquoren entfalten eine spezielle Eigendynamik, die mehrere fundamentale Demokratieprobleme mit sich bringt. Für die Gegner einer Abstimmungsvorlage erscheint es vor dem Hintergrund eines Beteiligungsquorums nämlich politisch klüger, ihre Anhänger zur Wahlenthaltung aufzurufen, also den gesamten demokratischen Prozess zu boykottieren.
Als Beispiel: Bei einer fiktiven Abstimmung gilt ein Beteiligungsquorum von 50 %. In Umfragen wird deutlich, dass sich 45 % der Wahlberechtigten für die Vorlage aussprechen wollen, 10 % dagegen und die restlichen 45 % keine Meinung hierzu haben. Den Gegnern der Vorlage ist klar, dass sie die Befürworter in der Abstimmung nicht nur nicht überstimmen können, sondern ihnen durch ihre Beteiligung erst zur erfolgreichen Überwindung des Quorums verhelfen (45 % Ja-Stimmen + 10 % Nein-Stimmen = 55 % Wahlbeteiligung). Die Stimmen der Gegner der Vorlage haben ein negatives Stimmgewicht. Wenn die Gegner der Vorlage die Vorlage verhindern wollen, dann dürfen sie nicht gegen die Vorlage stimmen, sondern müssen die Wahl boykottieren. Wählen z. B. neun von zehn der potentiellen Nein-Stimmer das Mittel des Abstimmungsboykotts, können sie sich trotz ihrer Minderheitenposition durchsetzen, indem sie die Wahlbeteiligung unter das notwendige Quorum drücken (45 % Ja-Stimmen + 1 % Nein-Stimmen = 46 % Wahlbeteiligung). Ein Beteiligungsquorum kann unter bestimmten Umständen also Anreize zur Nichtbeteiligung an demokratischen Prozessen setzen und wirkt damit tendenziell demokratiefeindlich.
Der durchaus zweckrationale Boykott der Nein-Stimmenden verursacht aber noch weitere Demokratieprobleme: So wird beispielsweise das Wahlgeheimnis faktisch aufgehoben, da man mit großer Wahrscheinlichkeit davon ausgehen kann, dass alle, die sich an der Abstimmung beteiligen, zu den Ja-Stimmenden gehören. Darüber hinaus schaltet das Beteiligungsquorum die Option der Enthaltung durch Nichtbeteiligung faktisch aus, da die Enthaltungen effektiv als Nein-Stimmen gewertet werden. Als anschauliches Beispiel für die geschilderten Demokratieprobleme kann das Volksbegehren zur Fürstenenteignung von 1926 in der Weimarer Republik gelten.
Auch ein Zustimmungsquorum setzt, wenn auch in geringerem Maße, Anreize zu primär taktischem Abstimmungsverhalten. So wirkt es, wenn ein Scheitern am Quorum sehr wahrscheinlich erscheint, ganz allgemein demobilisierend auf die Gesamtheit der Stimmberechtigten. Da die Motivation für die Befürworter einer Vorlage dennoch meist höher ist, kann das Zustimmungsquorum auch den Effekt hervorrufen, dass die Gegner einer Vorlage deutlich schwerer zu mobilisieren sind und sich sozusagen auf dem Quorum „ausruhen“. Das heißt, die Gegner beteiligen sich nicht an der Abstimmung, weil sie ohnehin davon ausgehen, dass die Vorlage am Quorum scheitern wird. Im Extremfall kann dies dazu führen, dass ein Zustimmungsquorum genau die Verzerrung des Wählerwillens erzeugt, die durch das Quorum ursprünglich vermieden werden sollte.

## Beispiele

### Deutschland
- Im Deutschen Bundestag muss laut § 45 der Geschäftsordnung des Bundestages mehr als die Hälfte der Abgeordneten anwesend sein, damit dieses Verfassungsorgan Beschlüsse fassen kann. Das gleiche Beteiligungsquorum gilt den verschiedenen Landesverfassungen zufolge derzeit auch für alle deutschen Landtage. Aufgrund des Aufbaus als auf Ausschussarbeit konzentriertes Arbeitsparlament wird das vorgeschriebene Beteiligungsquorum im Bundestag aber faktisch ständig missachtet. So sind bei der Abstimmung zu einfachen Beschlüssen in aller Regel nur die in den jeweiligen Ausschüssen damit befassten Abgeordneten anwesend. Wird vor einer Abstimmung die Beschlussfähigkeit des Bundestags von einer Fraktion angezweifelt, weil eben nicht „mehr als die Hälfte“ der Stimmberechtigten anwesend ist, unterbricht das Präsidium die Sitzung, ruft durch ein Klingelsignal alle Abgeordneten in den Plenarsaal, und die Abstimmung wird erst nach deren Ankunft durchgeführt. Dieser Vorgang ist aber eher selten, da das Hinwegsetzen über das 50%-Beteiligungsquorum im Bundestag von allen dort vertretenen Fraktionen im Konsens geduldet wird und der tatsächlichen Arbeitspraxis der Abgeordneten entspricht. Sogar Abstimmungen mit weniger als 5 % Anwesenheit sind „nicht unüblich“,[22] so z. B. am 28. Juni 2012 während eines EM-Halbfinales.[23]

- Bei Bundestagsabstimmungen ist in einigen Fällen (Wahl des Bundeskanzlers, konstruktives Misstrauensvotum, Vertrauensfrage, Zurückweisung eines Einspruchs des Bundesrates bei nicht zustimmungsbedürftigen Gesetzen) eine Mehrheit der stimmberechtigten Abgeordneten nötig, die sogenannte Kanzlermehrheit. Dies Zustimmungsquorum fordert also 50 % Ja-Stimmen, bezogen auf die Anzahl der Stimmberechtigten.

- Für eine Änderung des Grundgesetzes ist in Deutschland eine Mehrheit von mindestens zwei Drittel der stimmberechtigten Abgeordneten des Bundestages nötig, die sogenannte „Zweidrittelmehrheit“ oder auch „verfassungsändernde Mehrheit“. Dieses Zustimmungsquorum fordert also 66,7 % Ja-Stimmen, bezogen auf die Anzahl der Stimmberechtigten.

- In einigen Bundesländern werden verschiedene Quoren miteinander kombiniert. So muss beispielsweise in Baden-Württemberg zur Änderung der Landesverfassung ein dreifaches Quorum erfüllt werden. Es müssen mindestens „zwei Drittel seiner Mitglieder“ anwesend sein (Beteiligungsquorum von 66,7 % bezogen auf die Zahl seiner Mitglieder), von denen wiederum „eine Zweidrittelmehrheit“ der Verfassungsänderung zustimmen muss (Zustimmungsquorum von 66,7 % bezogen auf die Gesamtzahl der Anwesenden), wobei diese Zweidrittelmehrheit „jedoch mehr als die Hälfte seiner Mitglieder betragen muß“ (Zustimmungsquorum von 50 % bezogen auf die Gesamtzahl der stimmberechtigten Landtagsabgeordneten).[24]

- Bürgerentscheide unterliegen mit Ausnahme von Hamburg in allen Bundesländern einem Quorum, wobei Art und Höhe des Quorums stark variieren.[25]

- Volksentscheide zu einfachen Gesetzen unterliegen außer in Bayern und Sachsen in allen Bundesländern einem Quorum, das in Art und Höhe stark variiert. Verfassungsändernde Volksentscheide unterliegen in allen Bundesländern einem Quorum.[26]

### Österreich
- Im österreichischen Nationalrat muss „mindestens ein Drittel“ der Abgeordneten anwesend sein, damit zum Beispiel ein einfaches Gesetz beschlossen werden kann (Beteiligungsquorum von 33,3 %).
- „Mindestens die Hälfte“ der Abgeordneten muss sich beteiligen, wenn zum Beispiel ein Verfassungsgesetz verabschiedet oder ein Beharrungsbeschluss gefasst werden soll (Beteiligungsquorum von 50 % bezogen auf die Gesamtzahl der Mitglieder).
- Verfassungsgesetze benötigen die Zustimmung von „mindestens zwei Dritteln“ der anwesenden Abgeordneten (Zustimmungsquorum von 66,7 % bezogen auf die Zahl der stimmberechtigten Anwesenden)
- Keine Mindestbeteiligung ist für Volksabstimmungen und Wahlen auf Bundesebene sowie auf Landesebene in allen Bundesländern außer in Tirol[27] und in Wien[28] vorgeschrieben.[29] Bei Volksabstimmungen auf Gemeindeebene sind Beteiligungsquoren nur im Burgenland[30] und in der Stadt Innsbruck[31] vorgesehen.

### Texas
Im amerikanischen Bundesstaat Texas gilt ein Quorum von zwei Dritteln der Mitglieder beider Häuser der Texas Legislature, damit Gesetze beschlossen werden können. Als Alternative zum Filibuster kommt es gelegentlich vor, dass die Opposition das Parlament verlässt, um die Verabschiedung eines Gesetzes zu verhindern. Um eine zwangsweise Rückführung zu verhindern, verlassen die Parlamentarier den Staat und versuchen, bis zum Ende der Sitzungsperiode abwesend zu sein. Da die Legislature ein Feierabendparlament ist, ist das mit privaten Einschränkungen und beruflichen Risiken verbunden.